# Samyutta Nikaya
Samyutta Nikāya , är en av de fem nikayor, eller samlingar, som ingår i Sutta-pitaka, vilken är en av ”de tre korgarna” i Tipitaka, inom den buddhistiska palikanon.
Denna nikaya är den tredje delen i Suttapitaka och kallas ”Samlingen av ihopkopplade samtal”. Hur många sutror nikayan består av är oklart. Det har att göra med det sätt på vilket delar av texten är skriven, med påtagliga förkortningar och förenklingar. I den version som Pali Text Society utgivit är antalet 2889, medan Bhikku Bodhi har 2904 sutror i sin översättning, men anger 7762 i sina kommentarer. I en tidskriftsartikel av den skotske professorn Rupert Gethin anges antalet sutror i de burmesiska och singalesiska upplagorna till 2854 respektive 7656 sutror, medan hans egen bedömning är att det finns 6696 sutror. Men menar också att antalet sutror i den thailändska versionen inte går att fastslå.

## Struktur och innehåll i nikayan[3]
Sutrorna, eller suttorna , är grupperade i fem vaggor, eller sektioner. Varje vagga är dessutom indelad i samyuttor, eller kapitel, som innehåller ett antal sutror som hör ihop. Sammanställningen nedan gäller den burmesiska versionen och paliversionen. Den singalesiska versionen har 55 samyuttor.
Del I. Sagatha-vagga (Kapitel 1-11)
En samlinga suttor dikter (pali sagatha), varav manga också finns i andra delar av palikanonwn, till exempel Theragatha, Therigatha, Suttanipata, Dhammapada och Jataka.
Del II. Nidana-vagga (Kapitel 12-21)
En samling suttor som huvudsakligen behandlar kausalitet, pali nidana.
Del III. Khandha-vagga (Kapitel 22-34)
En samling av suttor som huvudsakligen behandlar de fem aggregaten, pali khandha.
Del IV. Salayatana-vagga (Kapitel 35-44)
En samling av suttor som huvudsakligen behandlar sinnena och varseblivningen (pali salayatana), inklusive Eldceremonin.

Del V. Maha-vagga (Kapitel 45-56)
Den största (pali maha, महत्) samlingen som omfattar följande kapitel:
Kapitel 45. Den ädla åttafaldiga vägen
Kapitel 46. Bojjhanga, upplysningens sju kännetecken
Kapitel 47. Satipatthana
Kapitel 48. Indriya
Kapitel 49. Sammappadhana
Kapitel 50. Bala samyutta – de fem styrkorna
Kapitel 51. Iddipada 
Kapitel 52. Anuruddha samyutta – Anuruddhas samtal
Kapitel 53. Det meditativa tillståndet jhana
Kapitel 54. Ānāpāna samyutta som beskriver Anapanasati, medvetenhet om andningen. Anapanasati finns också beskriven i  Majjhima Nikāya i sutra nummer 118
Kapitel 55. Faktorerna för att bli sotapanna, dvs. första stegen mot att bli arahant
Kapitel 56. Avhandlar sacca, sanningarna

### Fotnoter
1. ↑  På pali heter ett kapitel sutta, medan det på sanskrit heter sutra.
2. ↑  De fem aggregaten (skandha) är 1) kropp eller materia (rupa), 2) förnimmelser eller känslor (vedana), 3) iakttagelseförmågan eller varseblivning (samjna), 4) mentala dispositioner och viljeformationer (sankhara) och 5) medvetande (vijnana).[5]

## Ānāpāna samyutta
Denna sutra är det 54:e kapitlet, eller samyuttan, i Samyutta Nikāya. Samyuttan ingår i nikayans femte och sista del Maha-vagga och behandlar som framgår av namnet antyder ānāpānasati, tekniken för andning med  medveten närvaro. Det är en meditationsteknik som Buddha lärde ut i ett flertal sutror och en vanlig meditationsteknik inom olika grenar av buddhisme.
Bland sutrorna i denna samyutta kan särskilt nämnas:
- Sutra nr 6 Arittha Sutta — i vilken Buddha förklarar att det för att lyckas med meditation inte räcker med mindfulness, utan också krävs att man utvecklar särskilda förmågor.
- Sutra nr 8 Dipa Sutta — “Lampans sutra” i vilken fastslås att oavsett hur avancerad man blir i sitt meditationsutövande är grundprincipen densamma: att fortsätta utveckla och underhålla den medvetna närvaron i sin andning.
- Sutra nr 9 Vesali Sutta — som redogör för hur meditation genom andning i medveten närvaro klargör de underliggande syftena med även andra meditationsövningar.
- Sutra nr Ananda Sutta — där Buddha berättar för Ananda hur anapanasati i steg leder till det fullständiga uppvaknandet.

## Likheten med Samyukta Āgama
Samyutta Nikāya överensstämmer i innehåll med Samyukta Āgama ("Samlingen av ihopkopplade samtal")m Zá Ahánjīng 雜阿含經, som ingår i Sutra Pitikas. från theravadabuddhismens palikanon, och existerade i några tidiga buddhistiska inriktningar.

## Översättningar
- The Book of the Kindred Sayings, 5 volymer, C. A. F. Rhys Davids och F. L. Woodward översättning, (1917–30), Pali Text Society, Bristol
- The Connected Discourses of the Buddha, Bhikkhu Bodhi översättning (2000), Wisdom Publications, Somerville, MA, ISBN 0-86171-331-1